# Matrice antihermitiana
In algebra lineare, una matrice antihermitiana è una matrice quadrata a valori complessi tale che la sua trasposta coniugata è uguale alla sua opposta. In formule, {\displaystyle A} è antihermitiana se
{\displaystyle A^{\dagger }=-A}
Usando i componenti, se {\displaystyle A=(a_{i,j})} si ha:
{\displaystyle a_{i,j}=-{\overline {a_{j,i}}}}
per ogni i e j.
Per esempio, la seguente matrice:
{\displaystyle {\begin{pmatrix}i&2+i\\-2+i&3i\end{pmatrix}}}
è antihermitiana.

## Proprietà
Le matrici antihermitiane godono delle seguenti proprietà:
- Tutti gli elementi sulla diagonale principale di una matrice antihermitiana devono essere immaginari puri, cioè devono essere sull'asse immaginario nel piano complesso.  Lo stesso vale per gli autovalori di una matrice antihermitiana.
- Se {\displaystyle A} è antihermitiana, {\displaystyle iA} è hermitiana
- Se {\displaystyle A}, {\displaystyle B} sono antihermitiane, {\displaystyle aA+bB} è antihermitiana per ogni coppia di scalari reali {\displaystyle a} e {\displaystyle b}.
- Tutte le matrici antihermitiane sono normali.
- Se {\displaystyle A} è antihermitiana, {\displaystyle A^{2}} è hermitiana.
- Se {\displaystyle A} è antihermitiana, {\displaystyle A} elevata a una potenza dispari è antihermitiana.